# División de Honor Femenina de hockey hierba 2020-21
La División de Honor Femenina de hockey hierba 2020-21 es la temporada 2020-21 de la máxima categoría española de hockey hierba. La disputan doce equipos que se enfrentan todos contra todos en formato de liga.

## Equipos
| Equipo                                 | Localidad                  | Estadio                         |
| -------------------------------------- | -------------------------- | ------------------------------- |
| Atlètic Terrassa Hockey Club           | Tarrasa                    | Estadio de Hockey Josep Marquès |
| Club Deportiu Terrassa                 | Tarrasa                    | Les Pedritxes                   |
| Sardinero Hockey Club                  | Santander                  |                                 |
| Club de Campo Villa de Madrid          | Madrid                     | Club de Campo                   |
| Club Egara                             | Tarrasa                    | Pla de Bon Aire                 |
| Júnior Fútbol Club                     | San Cugat del Vallés       | Sant Cugat                      |
| Real Club de Polo                      | Barcelona                  | Eduardo Dualde                  |
| Real Sociedad Hockey Femenino          | San Sebastián              | Campo de Hockey Bera Bera       |
| SPV Complutense                        | San Sebastián de los Reyes |                                 |
| Unión Deportiva Taburiente             | Las Palmas de Gran Canaria | Ciudad Deportiva Siete Palmas   |
| Real Sociedad de Tenis de la Magdalena | Santander                  |                                 |
| Real Club Jolaseta                     | Guecho                     |                                 |

## Clasificación
|                                                                  | Equipo                                 | J  | G  | E | P | GF | GC | DG  | Puntos |
| ---------------------------------------------------------------- | -------------------------------------- | -- | -- | - | - | -- | -- | --- | ------ |
| 1                                                                | Club de Campo Villa de Madrid          | 11 | 10 | 1 | 0 | 48 | 6  | 42  | 31     |
| 2                                                                | Júnior Fútbol Club                     | 10 | 8  | 1 | 1 | 28 | 6  | 22  | 25     |
| 3                                                                | SPV Complutense                        | 9  | 6  | 0 | 3 | 18 | 11 | 7   | 18     |
| 4                                                                | Real Club de Polo                      | 10 | 5  | 3 | 2 | 16 | 11 | 5   | 18     |
| 5                                                                | Club Egara                             | 11 | 5  | 2 | 4 | 23 | 17 | 6   | 17     |
| 6                                                                | Club Deportiu Terrassa                 | 11 | 4  | 4 | 3 | 16 | 18 | -2  | 16     |
| 7                                                                | Unión Deportiva Taburiente             | 11 | 4  | 3 | 4 | 10 | 13 | -3  | 15     |
| 8                                                                | Sardinero Hockey Club                  | 11 | 3  | 3 | 5 | 16 | 26 | -10 | 12     |
| 9                                                                | Atlètic Terrassa Hockey Club           | 11 | 3  | 2 | 6 | 9  | 23 | -14 | 11     |
| 10                                                               | Real Sociedad Hockey Femenino          | 10 | 1  | 5 | 4 | 10 | 19 | -9  | 8      |
| 11                                                               | Real Sociedad de Tenis de la Magdalena | 11 | 0  | 3 | 8 | 9  | 27 | -18 | 3      |
| 12                                                               | Real Club Jolaseta                     | 10 | 0  | 1 | 9 | 3  | 29 | -26 | 1      |
| Fuente: Federación Española de Hockey (actualización automática) |                                        |    |    |   |   |    |    |     |        |